# Stazione di Pallerone
La stazione di Pallerone è una fermata ferroviaria situata nei pressi dell'abitato di Pallerone, frazione del comune di Aulla.

## Storia
L'impianto venne inaugurato contestualmente all'apertura del tratto Aulla-Gragnola della ferrovia Aulla-Lucca il 6 dicembre 1911. Successivamente venne declassata a fermata e chiusa al traffico a causa del poco traffico allora rilevato. Nel 2002 la stazione risultava impresenziata e in cattivo stato di conservazione insieme ad altri 25 impianti situati sulla linea.

## Strutture e impianti
Lo scalo era costituito da un fabbricato viaggiatori e da tre binari di cui il primo servito da una banchina a servizio dei treni che si dirigevano a Lucca, il secondo per quelli destinati ad Aulla e il terzo quale binario di precedenza. La stazione dispone di un piccolo fabbricato per i servizi igienici, ma è inagibile in quanto gli ingressi ai bagni sono murati. Sul fabbricato viaggiatori vi è anche indicata la progressiva chilometrica della stazione, superata, quale 86 bis.
All'impianto era inoltre raccordato il polverificio di Pallerone, chiuso nel 1996, che sorgeva in località Bibola. Il raccordo iniziava nella stazione e due passaggi a livello in direzione Aulla dopo il binario di distaccava e piegava verso sinistra. Dopo aver seguito la strada, il binario attraversa un fiume con un ponte in ferro ed entrava nello stabilimento. Anche se lo stabilimento dal 1996 è chiuso il binario è ancora presente intatto e armato.

## Movimento
Nonostante la fermata risulti formalmente attiva, non risulta essere servita da alcun treno.

## Servizi
La fermata disponeva dei seguenti servizi:
- Biglietteria a sportello
- Sala d'attesa
- Servizi igienici

## Interscambi
La fermata dispone di una fermata autolinee poco distante da essa.